# 構造構成主義
構造構成主義（こうぞうこうせいしゅぎ、英: structural-constructivism）とは、人間科学においてありがちな信念体系どうしの対立（信念対立）を克服し、建設的なコラボレーションを促進するための方法論・思想・メタ理論のことである。構造構成学、超メタ理論と称されることもある。

## 概論
フッサール、ソシュール、丸山圭三郎、池田清彦らの方法論・思想を組み合わせて生まれたメタ理論である。
人間というのは、各人、自身が心に持っている理論体系を信奉し、その理論体系に沿ってある手順で生み出された「記述」を（それは本当は、いつのまにか学習・刷り込みされた、恣意的な規則で生まれたものにすぎないのだが）てっきり「絶対の真理」そのものだと思い込んでいるものだから、信念どうしの救いようのない対立というものが生まれている。
そこで、構造構成主義では、それを回避する方法を採用している。つまり、「構造」ではなく「現象（=各人が感じている内容）」のほうを、より重視するのである。
西條剛央などによって体系化された。

## ベースになっているさまざまな方法論や思想
構造構成主義は、フッサール−竹田青嗣の現象学、ソシュールの言語学、丸山圭三郎の記号論、池田清彦の構造主義科学論、ロムバッハの構造存在論などの知見、方法論などを組み合わせ、生まれた。

## 重要視するもの：「現象」
まず若干の用語説明をしながら解説する必要がある。「現象」という言葉は、分野ごとに様々な意味で用いられているが、構造構成主義における「現象」とは（現象学などにおける用法に相当するものであり）「経験を通して各人に立ち現れたすべての何か（=人々が感じる感覚内容、あるいは、いわゆる感覚質など）」を意味する。「構造」とは、同一性あるいは「同一性の関係形式」およびそれらの総体である。なお、構造構成主義では、「現象」には夢や錯覚も含まれる。
構造構成主義においては、信念の対立を克服するために、どのような信念を持っている人にとっても明らかだと思われる点から論理を組み立てる。そのために、構造構成主義では人為的に構成された「構造」よりも、「現象」（人々が現に感じている感覚内容）を最も尊重する。
「構造」というのは、「現象」（=感覚内容）を、そこに見出される「同一性」という基準で（恣意的に）構造化したものである。つまり、そこにはすでに原理的に見て、何かしら疑わしい点が混入しており、修正されなければならない可能性や、洗練しなければならない可能性がある。それに比べて、「現象（=感覚内容）」というのは、その中身に関係なく（=理屈をこねる前から）、誰にとっても疑いようもなく（各人の心に）立ち現れている。したがって、疑わしい点のある「構造」というものと、疑いようもなく立ちあらわれている「現象（=感覚内容）」とを比較した場合、「現象」を尊重する。

## 構造構成主義が採用している二つの理論体系
構造構成主義と、現象学的概念や構造主義科学論との間には、共通点がある。

### 現象学的概念
現象学的概念は、関心相関性と信憑性からなる。関心相関性とは、「存在や意味や価値というものは、（絶対的なものではなく）、主体（=観察者や受け手）の身体や欲望や関心といったものと相関するかたちで決まる」、という原理である。構造構成主義では、信念対立を解消し、建設的コラボレーションを実現するために、関心相関性を中核原理に位置づけている。（つまり、存在や意味や価値が絶対なものだなどとは見なさず、あくまで見る人の身体状況や欲望の状況や関心の度合いによって決まるのだ、と見なす）。
この関心相関性は中核となる概念なので、これが理解できれば、構造構成主義の重要性は理解できる。
構造構成主義において、「信憑性」とは、疑い難い確信のことである。構造構成主義では、「客観的真理」などという概念は、徹底した懐疑には耐えられない概念であるとし、そういったものは採用しない。それに代わって「信憑性」という概念を導入している。

### 構造主義科学論
構造主義科学論とは、池田清彦によって体系化されたメタ科学論、あるいは科学論である。その要点は「科学は真理の探究ではなく、同一性（構造や形式）の追求である」というものである。構造主義科学論を採用すれば、「主体とは独立自存する外部実在」などというものは仮定しなくとも、科学的営みが実行可能となる。また、構造主義科学論は異なった認識論の間で、どうしても言葉が通じなくなってしまうという、「共約不可能性」の問題を、その根底から解きほぐしてくれる方法論でもある。
構造構成主義では、構造主義科学論を帰納主義や反証主義といった従来の科学論の上位レベル（あるいは別の言い方をすれば基底部）に位置づけ、メタレベルの認識論すなわち「超認識論」という認識の次元（領域）を確保することで、人間科学のあらゆる領域に用いることができるような科学論的基盤を整備しているのである。
この現象学的概念と構造主義科学論は、次に説明する「哲学的構造構成」と「科学的構造構成」に共通した概念として位置づけられている。

### 哲学的構造構成
「哲学的構造構成」とは、「疑い難い確信」が成立するための条件を解明する哲学的営みである。哲学的構造構成は、判断中止、還元といった現象学的思考法と、「記号論的還元」、「科学論的還元」といった記号論を含んでいる。「哲学的構造構成」は、信念対立を回避するための認識論の基盤となっている。

### 科学的構造構成
「科学的構造構成」とは、人間科学のあらゆる領域で用いることができるような、科学的営みを保証する。「科学的構造構成」には、関心相関的選択、構造化に至る軌跡、関心相関的継承、アナロジー法といった、人間科学で用いられる方法論が整備されている。科学的構造構成は信念対立に陥らないために、認識論的、方法論的多元主義の理論的基盤を有している。

## 応用・発展
構造構成主義の特徴のひとつに、非常に優れた汎用性を挙げることができる。構造構成主義は西條剛央によって体系化されるとほぼ同時に、心理統計学、質的研究、発達研究、知覚研究、医学、作業療法、古武術、認知運動療法、QOLといった領域で応用された。その後、歴史学や政治・経済、文学そして教育学といった領域へ応用（継承）が行われた。
すでに、提唱者である西條剛央の他にも、京極真など構造構成主義者を自認する人びとがいる。

### ふんばろう東日本支援プロジェクト
「ふんばろう東日本支援プロジェクト」は、2011年3月11日の東日本大震災による危機的状況に対応するために西條剛央が立ち上げた、構造構成主義といくつかのソーシャルネットワークサービスを活用した自律的なクラウドソーシング・プラットフォームである。2011年4月1日に被災地支援のボランティア組織として開始して以降、必要に応じて様々なプロジェクトを立ち上げ、支援を続けていった。そして、各プロジェクトを事業化し、仕事として地元に渡すという目標と共に、「ふんばろう東日本支援プロジェクト」という大きな枠組みは2014年9月末に解体された。
解体に至るまでに、50以上のプロジェクト、支部、チームによる大規模かつ多岐に渡る支援活動を行った。「物資支援プロジェクト」では、3000ヶ所以上の避難所・仮設・自宅避難宅に 15万5000品目に及ぶ物資を支援。 Amazon.comの「ほしいものリスト」を活用するシステムによって、2万4000個以上の物資送付を実現させた。（2012年1月時点）「大量送付プロジェクト」では、ものの行き場をなくしていた膨大な物資を、同様の方法で被災者へマッチングさせることに成功し、「家電プロジェクト」では、行政や日本赤十字社からの支援が受けられない個人避難宅へ、 夏冬あわせて総計2万5000世帯以上に家電を送った。
なお、アルス・エレクトロニカという世界で最も歴史あるデジタルメディアコンペティションのコミュニティ部門において、「ふんばろう東日本支援プロジェクト」が最優秀賞にあたるゴールデン・ニカを受賞した。このコミュニティ部門では、過去、Webの創設にあたるWWW(World Wide Web)や Wikipediaがゴールデン・ニカを受賞、WikiLeaksが準グランプリを受賞している。

### 臨床現場における信念対立解消
構造構成主義の応用となる目的相関的実践原理が臨床現場にて活用された。ある臨床医に「病棟を変えるには10年かかる。」と言われたが、10ヶ月で病棟から信念対立が減少し、皆が活き活きと働きだすことになったという。

## 関連書籍
- 西條剛央『構造構成主義とは何か. 次世代人間科学の原理.』北大路書房、2005 ISBN 4762824275
- 池田清彦、西條剛央『科学の剣 哲学の魔法―対談 構造主義科学論から構造構成主義への継承』北大路書房.
- 西條剛央、京極真、池田清彦(編)『構造構成主義の展開―21世紀の思想のあり方 (現代のエスプリ no. 475)』至文堂
- 西條剛央、京極真、池田清彦(著)『構造構成主義研究1　現代思想のレボリューション』北大路書房.
- 池田清彦『構造主義科学論の冒険』講談社学術文庫
- 竹田 青嗣『現象学は〈思考の原理〉である』ちくま新書
- エドムント・フッサール(細谷恒夫,木田元 訳)『ヨーロッパ諸学の危機と超越論的現象学』中公文庫
- フェルディナン・ド・ソシュール(影浦峡,田中久美子 訳)『ソシュール一般言語学講義―コンスタンタンのノート』東京大学出版会